# Rufat Gouliyev (homme politique)
Rufat Gouliyev est un homme politique azerbaïdjanais, membre des IIIe, IVe, Ve et VIe législatures de l'Assemblée nationale d'Azerbaïdjan.

## Biographie
Rufat Gouliyev est né le 6 mai 1963 à Bakou. Il est diplômé de la faculté d'économie de l'Université nationale Taras-Chevtchenko de Kiev. Il est l'auteur de 115 ouvrages et articles scientifiques. R. Gouliyev parle anglais et russe.

### Carrière
Il est membre du Comité permanent de la politique économique de l'Assemblée nationale. Il est membre des groupes de travail Azerbaïdjan-Danemark, Azerbaïdjan-Inde, Azerbaïdjan-Italie, Azerbaïdjan-Ukraine sur les relations interparlementaires. Il est membre de la délégation azerbaïdjanaise à l'Assemblée parlementaire de l'Organisation pour la démocratie et le développement.